# Dinoflagellater
Dinoflagellater, også kaldt furealger eller panserflagellater, udgør et stort alge-underrige omfattende ca. 4500 arter fordelt på 550 slægter. Dinoflagellater kaldes også for furealger, da et af deres kendetegn er den særlige længde-fure og tvær-fure, som har hver sin hale eller pisk (flagellum betyder 'pisk' på latin).

Dinoflagellater er små vandlevende encellede organismer, typisk mindre end man kan se med det blotte øje, men enkelte kan blive over 1 mm store. Omtrent halvdelen af de nulevende arter indeholder chloroplastre og lever af fotosyntese. De er vidt udbredte og de fleste rækker er havlevende plankton, men de forekommer også almindeligt i ferskvand.
Nogle dinoflagellater, blandt andet slægten Noctiluca, kan danne morild.
En del arter danner diverse toksiner. Slægterne Alexandrium, Gonyaulax og Dinophysis, danner f.eks. giftstoffer, som kan ophobes i muslinger og derved forårsage skaldyrsforgiftning. Alexandrium tamarense er den giftigste art vi kan støde på i Danmark og den kan med koncentrationer på kun få hundrede celler per liter havvand gøre muslinger så giftige, at de bliver livsfarlige at spise for mennesker. Giften er en stærk lammende nervegift kaldtet PSP. Der er dog ikke registreret nogen PSP forgiftninger i Danmark til dato.
Fossile Dinorhyceae (en klasse af dinoflagellater) er hyppigt anvendt indenfor geologien og palæontologien, til at bestemme alder og fysiske forhold i forhistorisk tid.